# Daltonia longifolia
Daltonia longifolia är en bladmossart som beskrevs av Thomas Taylor 1848. Daltonia longifolia ingår i släktet Daltonia och familjen Daltoniaceae. Inga underarter finns listade i Catalogue of Life.